# Starter (sport)

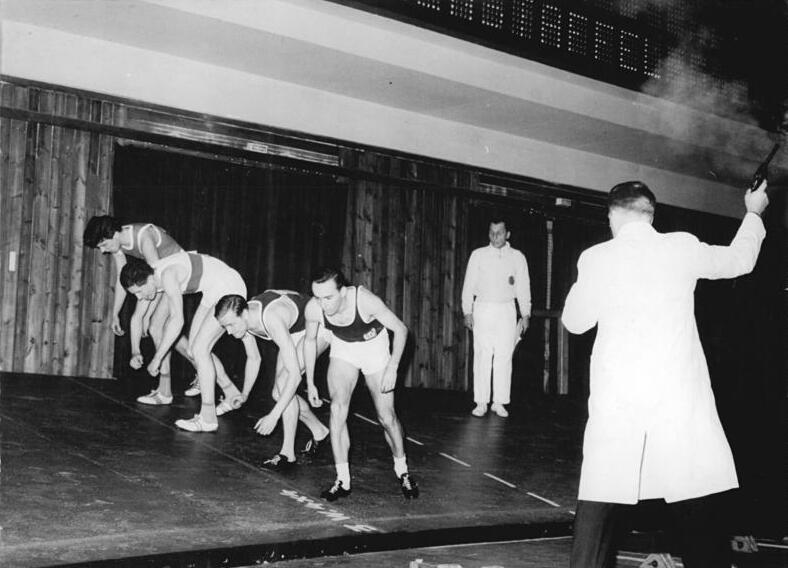
L'uso della pistola dello starter in una competizione di atletica leggera in Germania Est nel 1961.

Lo starter, o giudice di partenza, è la persona con il compito di dare la partenza agli atleti in una disciplina di corsa.

## Descrizione
Solitamente ciò avviene con un colpo di pistola da starter, che segna l'avvio della gara. In passato, al posto della pistola, si utilizzavano altri strumenti per la stessa funzione.
In una qualsiasi competizione di corsa, lo starter invita gli atleti a mettersi in posizione («On your marks»), dà il segnale di imminente partenza («Get set» o «Set») e in seguito spara un colpo in aria, che dà il via alla gara.
La pistola è collegata direttamente al cronometro e a dei rilevatori che individuano se uno o più atleti commettono una falsa partenza, ovvero se partono prima di 0,1 secondi dal colpo.